# Sara Foster
Sara Michael Foster (Los Angeles, 5 februari 1981) is een Canadees-Amerikaanse actrice.

## Levensloop
Sara Foster is de dochter van de bekende musicus David Foster en heeft nog een zus, Erin Foster, die eveneens acteert. De Duitse tennisser Tommy Haas is Fosters vriend. Ze begon haar carrière als model alvorens ze ging acteren. Ze verscheen eerst op het kleine scherm, aanvankelijk als zichzelf en later in een rol. In 2004 speelde ze voor het eerst in films als D.E.B.S. en The Big Bounce, in welke ze een hoofdrol had.